# Handelsakademie Villach
Die Handelsakademie Villach ist ein kaufmännisches Schulzentrum in der Stadtgemeinde Villach in Kärnten. Sie umfasst mehrere berufsbildende mittlere und höhere Schulformen (BMHS). Neben der fünfjährigen Handelsakademie mit Reife- und Diplomprüfung (Matura und europaweit anerkanntem Wirtschaftsdiplom) wird auch eine dreijährige Handelsschule angeboten. Den Absolventen einer dreijährigen Ausbildung steht ein dreijähriger Aufbaulehrgang zur Verfügung, mit dem die Reife- und Diplomprüfung erlangt werden kann.
Im Fokus der pädagogischen Ausrichtung der Schule steht die Praxisorientierung. Wesentlicher Bestandteil dabei ist unter anderem eine SAP-Ausbildung, die auch entsprechende Zertifikate beinhaltet.

## Geschichte
Die Gründung der Schule unter der Bezeichnung „Städtische kaufm. Wirtschaftsschule“ geht auf das Jahr 1939 zurück. 34 Schüler besuchten am heutigen Standort der Volksschule Lind die erste Klasse. Nach dem Ende des Zweiten Weltkrieges stieg die Schülerzahl stark an.
1959 fand die Grundsteinlegung für die Handelsakademie am derzeitigen Standort statt. Die Übersiedlung erfolgte zwei Jahre später. Im Herbst 1967 wurde der Bau des Turnsaales vollendet.
1968 war die Übernahme durch den Bund. Das Bundesministerium für Unterricht verzichtete nicht nur auf die Einhebung von Schulgeld, sondern stellte auch finanzielle Mittel zur Verfügung, mit denen wichtige Lehrmittel gekauft werden konnten. Durch die Verordnung des Bundesministeriums für Unterricht vom 28. Februar 1968 wurde den Maturanten der 5-jährigen HAK die Inskription als ordentliche Hörer an den Hochschulen Österreichs ermöglicht.
Zu den Aufgaben im eigenen Lehrbetrieb kam im Schuljahr 1970/71 auch noch die Betreuung der BHAK und BHAS Spittal/Drau dazu, die der Stammschule in Villach als Expositur angeschlossen wurde.
1978/79 erreichte die Schule den höchsten Schüler Stand der Schulgeschichte: 1125 Schüler besuchten in 35 Klassen die Schule. Die Handelsakademie Villach war damit auch die größte Handelslehranstalt Kärntens. In diese Zeit fiel auch die rasante Entwicklung auf den Gebieten der Datenverarbeitung und des Maschinschreib-Wesens. EDV-Anlagen wurden installiert, Phonosäle mit schallschluckenden Wänden und weichen Fußböden ausgestattet. Bereits 1979 erstellte man Stundenpläne und Zeugnisse digital. Der Handelsakademie Villach wurde demnach Ende der 1970er Jahre eine Vorreiterrolle im Bereich der digitalen Datenverarbeitung zuteil. Heute haben sich Lehrpläne, Unterrichtsmethoden und Konzepte geändert. So wurde die im Schuljahr 2020/21 eingeführte smartHAK von Medien als zukunftsträchtigstes Unterrichtskonzept bezeichnet.

## Ausbildungsformen

### Handelsakademie (HAK)
Die Schulform Handelsakademie führt in fünf Jahren zur Reife- und Diplomprüfung. Sie beinhaltet sowohl eine höhere Allgemeinbildung als auch eine höhere Berufsausbildung. An der Handelsakademie Villach kann diese Schulform entweder in der klassischen Art oder als smartHAK besucht werden. Die Inhalte bzw. der Lehrplan sind ident, jedoch unterscheiden sie sich im didaktischen Konzept. Die Schüler arbeiten in der smartHAK ab der ersten Schulstufe mit Hybridgeräten (=Laptops/Tablets mit Stifteingabe). Es werden E-Books und E-Hefte verwendet. Diese innovative Ausbildungsform wurde speziell auf die Anforderungen der digitalisierten Wirtschaftswelt ausgerichtet und gilt nach Medienmeinung als „derzeit wohl zukunftsträchtigstes Unterkonzept Österreichs“(1).
Ab der dritten Schulstufe wird die Ausbildung durch einen von vier möglichen Schwerpunkten vertieft:

#### Start-up und Management
Junge Menschen, die ein eigenes Unternehmen gründen oder auch ein bestehendes Unternehmen übernehmen möchten, sind im Schwerpunkt „Start-up und Management“ richtig. Inhalte des Ausbildungszweiges sind die Erstellung eines Businessplans, nachhaltiges und ethisches Wirtschaften, rechtliche Aspekte der Unternehmensgründung und -übernahme. Während der Ausbildung bietet sich für Schüler die Möglichkeit zum Networking. So werden Kontakte zu Jungunternehmern, der Wirtschaftskammer sowie der jungen Wirtschaft geknüpft.

#### eBusiness und Multimedia
Der Ausbildungszweig eBusiness und Multimedia spricht Menschen an, die Interesse an Social Media Marketing zeigen. Sie sollen lernen, wie sie ihre eigene Website erstellen, publizieren und APPs programmieren können. Ebenso steht professionelle Bild- und Videobearbeitung am Lehrplan. Darüber hinaus bietet der Schwerpunkt eBusiness und Multimedia die Möglichkeit, das Anwenderzertifikat im ERP-System SAP abzulegen.

#### Sport- und Eventmanagement
In diesem Schwerpunkt lernen Schüler, wie Veranstaltungen professionell organisiert und Vereine sowie Mitarbeiter geführt werden. Ebenso sind professionelles Sponsoring, Sportmarketing und Trainingslehre Teile der Ausbildung. Schüler dieses Ausbildungszweiges haben die Möglichkeit, ein Sportmanagementdiplom zu erlangen, das vom Bildungsministerium und Sport Austria verliehen wird.

#### Internationale Wirtschaft
Hier wird der Fokus auf den Erwerb von Wirtschaftssprachen gesetzt. Neben Englisch und Italienisch wird auch Spanisch unterrichtet. Ebenso erhalten die Schüler Know-how in internationaler Marktrecherche, Cross-Cultural-Management, Förderungen und Finanzierungen für internationale Geschäfte.
Darüber hinaus besteht auch die Möglichkeit, ein Auslandssemesters zu absolvieren.
Neben der Handelsakademie werden noch zwei weitere Ausbildungsformen angeboten:

### Handelsschule (HAS)
Die Handelsschule ist eine dreijährige berufsbildende mittlere Schulform. Am Ende steht eine kommissionelle Abschlussprüfung, die auch die Unternehmerprüfung beinhaltet. Das Besondere an dieser Schulform ist die Kombination zwischen Schul- und Lehrabschluss, da die Ausbildung bei Absolvierung eines facheinschlägigen Praktikums mit dem Lehrberuf Bürokaufmann/frau gleichgehalten ist.

### Aufbaulehrgang (AUL)
Der Aufbaulehrgang führt Absolventen von Handelsschulen sowie mindestens dreijährigen anderen Fachschulen in drei Jahren zur gleichen Reife- und Diplomprüfung wie an den Handelsakademien. Eine Vertiefung der Ausbildung erfolgt im Schwerpunkt eBusiness und Multimedia.

## Übungsfirma
In der Übungsfirma können Schüler, die im Unterricht erlernten Fähigkeiten und Skills direkt in der betrieblichen Praxis einsetzen. Die Übungsfirma gilt als die Werkstätte der kaufmännischen Ausbildung. Einmal wöchentlich treffen sich die Mitarbeiter der Übungsfirmen in ihren Büroräumlichkeiten und arbeiten vier Stunden am Stück wie in einem realen Betrieb. Hier werden Geschäftsideen entwickelt sowie Marketingkonzepte und Finanzierungs- & Investitionspläne erstellt. Die Betreuung der firmeneigenen Website sowie die Administration des Webshops gehören ebenso zu den Aufgaben wie die monatliche Gehaltsabrechnung, die Fakturierung oder der Einkauf.

Das Besondere an den Übungsfirmen der HAK Villach ist, dass die europäische ERP-Software SAP eingesetzt wird. Die SAP-Schulung erhalten die Schüler im zweiten und dritten Jahr kostenlos und legen die SAP-Zertifizierungsprüfung ab.

## Leitung
- 2020 bis 2024 Florian Buchmayr[4]
- Seit 2024 Thomas Langer (provisorisch)[1]